# Margarete Schlegel
Margarethe Sylva Elisabeth Wisniewski (né Schlegel, 31 de diciembre de 1899–15 de julio de 1987), conocida profesionalmente como Margarete Schlegel, fue una actriz de teatro y cine y cantante soprano de opereta alemana.

## Primeros años
Sexta de siete hermanos y tercera de cuatro hijas, Margarethe Sylva Elisabeth Schlegel nació a las 23:45 del 31 de diciembre de 1899 en Bromberg, Prusia Occidental, Imperio alemán (actual Bydgoszcz, Polonia), en el seno de una familia católica prusiano-polaca de habla alemana. Su padre era Augustin Heinrich Schlegel (1865-1934), que cambió legalmente el apellido familiar de Wisniewski al trasladarse a Berlín en 1904, mientras que su madre era Anna Agatha Schlegel (née Garski, 1864-1940).

## Carrera en Alemania
De belleza y talento naturales (cantaba, bailaba y actuaba bien desde muy pequeña), Schlegel buscó un papel de corista en el teatro en 1917 como forma de ganar dinero extra para su familia cuando aún era una colegiala debido a las privaciones de la guerra. Pronto obtuvo un papel protagonista en Charley's Aunt, en el Thalia Theatre, y más tarde interpretó papeles cómicos y serios en el Deutsche Theater de Berlín, donde fue entrenada y tutelada por el director teatral Max Reinhardt.
Tras la Gran Guerra, fue contratada con frecuencia en el cine mudo de Weimar por los pioneros directores de cine F. W. Murnau y E. A. Dupont, en cuyas películas trabajó con los célebres actores Bela Lugosi y Conrad Veidt, todos los cuales se marcharon más tarde a Hollywood junto con el escritor y director Billy Wilder, quien coescribió el guion de su última película alemana, una comedia romántica de opereta titulada Das Blaue vom Himmel. La película se estrenó en diciembre de 1932, justo antes del ascenso de Hitler al poder, por lo que no estuvo sujeta a los dictados nazis. Su película más conocida y penúltima fue Berlin-Alexanderplatz (1931), de Phil Jutzi, que Rainer Werner Fassbinder convirtió en miniserie para la televisión alemana en 1980. En total, participó en 35 películas mudas y tres sonoras de diferentes estilos durante la era de Weimar.
Durante la década de 1920, siguió interpretando papeles teatrales y operetas, como The Merry Widow y Gypsy Love, de Franz Lehár. Su repertorio de soprano incluía arias y lieder de Offenbach, Puccini, Haendel, Brahms, Richard Strauss y Johann Strauss (véase la lista más abajo), que interpretó en recitales y emisiones de radio, además de los números musicales que cantó en largometrajes sonoros.
En 1924, Schlegel se casó con el profesor Hermann Joachim Levy, economista político judío-prusiano asimilado. En 1926 tuvieron un hijo, Hermann Martin Heinrich Levy, bautizado como católico. Cuando su marido fue despedido de su cátedra en la Universidad Técnica de Berlín en mayo de 1933 y sus libros académicos y novelas escritas bajo el seudónimo de Hermann Lint fueron quemados por los nazis, viajó a Gran Bretaña para dar la Sidney Ball Memorial Lecture en la Universidad de Oxford y como profesor visitante en el King's College de Cambridge por invitación del catedrático de Historia Económica John Clapham. Aunque a finales de los años veinte se le ofrecieron muchas oportunidades de unirse a sus colegas expatriados de Weimar en Hollywood, Schlegel las rechazó para emigrar a Estados Unidos. En 1935, el jefe de las SS, Heinrich Himmler, le ofreció la oportunidad de continuar su carrera cinematográfica bajo el III Reich con la condición de que, como aria, se divorciara de su marido judío asimilado (fue bautizado como luterano a los 14 años, en 1895, bajo la supervisión del marido de su hermana mayor, el investigador químico Prof. Arnold Carl Reissert), pero en lugar de ello huyó con su hijo para reunirse con su marido en Gran Bretaña. En consecuencia, en julio de 1938 los nazis proscribieron oficialmente sus películas, que ya no podían proyectarse públicamente en Alemania ni en sus territorios ocupados. Casi al mismo tiempo, su marido fue incluido en el llamado Libro negro de Hitler, la lista de la muerte de opositores al Tercer Reich que serían arrestados tras la anticipada ocupación nazi de Gran Bretaña después de la Operación León Marino. También en 1938, la antigua residencia familiar y domicilio conyugal de su marido en Tiergarten, "Villa Kabrun", fue confiscada por los nazis para utilizarla como embajada extranjera del Reino de Yugoslavia en la putativa "capital mundial", Germania.

## Carrera en Gran Bretaña
Tras llegar a Inglaterra, se convirtió en una soprano destacada de la BBC Radio en óperas y operetas de Offenbach, Lehar y Horton a finales de la década de 1930. Durante la Segunda Guerra Mundial emitió programas de radio de propaganda antinazi en alemán para la BBC Europa, que se escucharon en todo el continente. Tras la repentina muerte de su marido en 1949 a causa de un infarto, se volvió a casar y se trasladó a Saltdean, en la costa inglesa de Sussex. En la década de 1950 continuó emitiendo para la BBC Radio, cantando en operetas y recitales como "The Queen of Song", sobre la vida de Adelina Patti. También cantó y habló en programas de radio educativos en alemán para la BBC a partir de 1938.

## Muerte
Schlegel falleció el 15 de julio de 1987, tras haber participado activamente en los asuntos de la Iglesia católica local durante muchos años.

## Filmografía
- Prince Cuckoo [Prinz Kuckuck] (1919)
- The Four Devils [Die Benefiz-Vorstellung der vier Teufel] (1920)
- The Head of Janus (1920)
- The Man with the Doll [Der Mann mit der Puppe] (1920)
- Christian Wahnschaffe (1920)
- Desire (1921)
- Kean (1921)
- Lotte Lore (1921)
- Deceiver of the People (1921)
- The Eternal Curse (1921)
- Your Brother's Wife (1921)
- David Copperfield (1922)
- Hannele's Journey to Heaven (1922)
- Madame de La Pommeraye's Intrigues (1922)
- The Kreutzer Sonata (1922)
- Love, Death and the Devil [Liebe, Tod und Teufel] (1922)
- Sodom's End [Sodoms Ende] (1922)
- The Dying City [Die sterbende Stadt] (1922)
- The Hungarian Princess (1923)
- The Ancient Law (1923)
- The Secret of the Racing Count [Das Geheimnis des Renngrafen] (1923)
- Irene of Gold (1923)
- Victim of Love (1923)
- Venetian Lovers (1925)
- The Shot in the Pavilion (1925)
- The Wonder of Creation [Wunder der Schöpfung] (1925)
- The Woman and Two Bachelors [Die Frauen zweier Junggesellen] (1925)
- The Big Heart [Det store hjerte - Danish production] (1925)
- The Bank Crash of Unter den Linden (1926)
- The Adventurers (1926)
- The Convicted (1927)
- The Holy Lie (1927)
- Two Under the Stars (1927)
- Single Mother (1928)
- The Customs Judge (1929)
- The Gypsy Chief (1929)
- The Song Is Ended (1930)
- Berlin-Alexanderplatz (1931)
- The Blue of Heaven (1932)

## Repertorio operístico
| Compositor            | Título/Papel                                           | Trabajo de los padres/Opus |
| Puccini, G            | Vissi d'arte, vissi d'amore                            | Tosca                      |
| Puccini, G            | Un bel di vedremo                                      | Madame Butterfly           |
| Offenbach, J          | The Doll Song (Olympia'a aria)                         | Tales of Hoffmann          |
| Handel, GF            | Ombra mai fu (Larghetto)                               | Xerxes                     |
| Gounod, CF / Bach, JS | Ave Maria (Meditation)                                 | Musica et Memoria          |
| Strauss, Richard      | Standchen                                              | Six Songs, Op 17 (No 2)    |
| Strauss, Johann       | Spiel ich die Unschuld vom land (The Country Innocent) | Die Fledermaus             |
| Mozart, WA            | Alleluia                                               | Exsultate jubilate, K.165  |
| Handel, GF            | Amor gioie mi porge (Jealousy)                         | Duets                      |
| Handel, GF            | Va speme infida pur (Fickle Hope)                      | Duets                      |
| D'Albert, E           | Amor und Psyche (Myrtocle's aria)                      | Der Toten Augen            |
| Reger, M              | Zum Schlafen (The Golden Bird)                         | Op 76 (No 59)              |
| Handel, GF            | Tu la mia stella sei                                   | Guilo Cesare               |
| Handel, GF            | Voi dolci aurette al cor                               | Tolomeo                    |
| Strauss, Johann       | Fruhlingstimmen (voci di primavera)                    | Op 410                     |
| Strauss, Richard      | Wiegenlied (Lullaby)                                   | Five Lieder, Op 41 (no 1)  |
| Strauss, Richard      | Morgen! (Tomorrow)                                     | Four Lieder, Op 27 (no 4)  |
| Brahms, J             | Minnelied (Love Song)                                  | Op 71 (No 5)               |
| Strauss, Richard      | Traum durch die Dammerung (Dream in the twilight)      | Three Lieder, Op 29 (No 1) |
| Strauss, Richard      | Zueignung (Devotion)                                   | Eight Lieder, Op 10 (No 1) |
| Papini, G             | Caro mio ben                                           | After Tommaso Giordani     |
| Arditi, L             | Sprich! (Parla!)                                       | Waltz for Soprano          |
| Lehar, F              | Zorica (papel)                                         | Zigeunerliebe (Gypsy Love) |
| Lehar, F.             | Hanna (papel)                                          | The Merry Widow            |

## Canciones populares (Inglés)
| Compositor                   | Título                                 | Letras             |
| Keel, F                      | Four Songs of Childhood                | Walter de la Mare  |
|                              | - Reverie                              |                    |
|                              | - Sleepy Head                          |                    |
|                              | - John Mouldy                          |                    |
|                              | - Bunches of Grapes                    |                    |
| Traditional French Song      | Come Sweet Morning (Viens Aurore)      | R H Elkin (Inglés) |
| Sanderson, W                 | June is Calling                        | N Fielden          |
| Ronald, L                    | Four Songs of the Hill                 | H Simpson          |
|                              | - Away on the hill there runs a stream |                    |
|                              | - Come home my thoughts                |                    |
|                              | - At Dawn                              |                    |
|                              | - A Little Winding Road                |                    |
| Leslie-Smith, K              | Always Song (Puritan Lullaby)          | J Dyrenforth       |
| Leoni, F                     | The Leaves of the Wind                 | G Cooper           |
| Ronald, L                    | O Lovely Night!                        | E Teschemacher     |
| Quilter, R                   | Amaryllis at the Fountain              | Anon               |
| White, M V                   | So We'll Go No More A Roving           | Lord Byron         |
| Forster, D                   | Dancing in Dreams in Vienna            | E Lockton          |
| Quilter, R                   | Love's Philosophy                      | Shelley            |
| Traditional (arr Lehmann, L) | Annie Laurie                           | Anon               |
| Quilter, R                   | Now Sleeps the Crimson Petal           | Tennyson           |
| Trad (arr Clutsam)           | Come to the Dance                      | M Mervyn           |
| Wertheimer, E                | To A Mother (An Einer Mutter)          |                    |
| Cadman, C W                  | At Dawning                             | N R Eberhart       |